# Euscorpiidae
Euscorpiidae là một họ bọ cạp trong bộ Scorpiones. Họ này có chứa ba phân họ (phụ họ) nhỏ hơn và gồm các chi bọ cạp.

## Các chi
- Phân họ Euscorpiinae
  - Euscorpius Thorell, 1876
- Phân họ Megacorminae
  - Megacormus Karsch, 1881
  - Plesiochactas Pocock, 1900
  - Chactopsis Kraepelin, 1912
- Phân họ Scorpiopinae
  - Alloscorpiops Vachon, 1980
  - Dasyscorpiops Vachon, 1974
  - Euscorpiops Vachon, 1980
  - Neoscorpiops Vachon, 1980
  - Paracorpiops Banks, 1928
  - Scorpiops Peters, 1861
  - Troglocormus Francke, 1981